# Park Kyoung-doo
Park Kyoung-doo (kor.: 박 경두, ur. 3 sierpnia 1984 w Seulu) – południowokoreański szpadzista, wielokrotny medalista mistrzostw świata.
Podczas mistrzostw świata w Katanii w 2011 roku wywalczył indywidualnie brązowy medal. Wyprzedzili go jedynie Włoch Paolo Pizzo i Holender Bas Verwijlen. W zawdoach indywidualnych był też drugi na mistrzostwach świata w Kazaniu w 2014 roku, gdzie w finale przegrał z Francuzem Ulrichem Robeirim. Na imprezie tej zajął również drugie miejsce w rywalizacji drużynowej. Drużynowo zdobył także srebrne medale na mistrzostwach świata w Moskwie w 2015 roku i mistrzostwach świata w Wuxi w 2018 roku.
Wystartował na igrzyskach olimpijskich w Londynie w 2012 roku, gdzie był indywidualnie odpadł w pierwszej rundzie. Brał też udział w igrzyskach olimpijskich w Rio de Janeiro w 2016 roku, zajmując piąte miejsce drużynowo i dziewiętnaste indywidualnie.
Zdobył złoto drużynowo na igrzyskach azjatyckich w Kantonie (2010). Ponadto na igrzyskach azjatyckich w Inczonie (2014) zdobył złoto drużynowo i srebro indywidualnie, a na igrzyskach azjatyckich w Dżakarcie (2018) był trzeci drużynowo.